# Eosentomon udorni
Eosentomon udorni är en urinsektsart som beskrevs av Imadaté 1965. Eosentomon udorni ingår i släktet Eosentomon och familjen trakétrevfotingar. Inga underarter finns listade i Catalogue of Life.